# Kolarstwo na Letnich Igrzyskach Olimpijskich 1980
Kolarstwo na Letnich Igrzyskach Olimpijskich 1980 w Moskwie rozgrywane było w dniach 20 – 26 lipca. W zawodach wzięło udział 230 kolarzy z 34 krajów. Jedyny medal dla reprezentacji Polski wywalczył Czesław Lang w szosowym wyścigu indywidualnym, którego długość wynosiła 189 km.

## Medaliści
| Konkurencja                             | Złoto                                                                         | Srebro                                                                    | Brąz                                                                              |
| kolarstwo szosowe                       |                                                                               |                                                                           |                                                                                   |
| Wyścig indywidualny ze startu wspólnego | Siergiej Suchoruczenkow                                                       | Czesław Lang                                                              | Jurij Barinow                                                                     |
| Drużynowa jazda na czas                 | ZSRR · Jurij Kaszyrin · Oleg Łogwin · Siergiej Szełpakow · Anatolij Jarkin    | NRD · Falk Boden · Bernd Drogan · Olaf Ludwig · Hans-Joachim Hartnick     | Czechosłowacja · Michal Klasa · Vlastibor Konečný · Alipi Kostadinov · Jiří Škoda |
| kolarstwo torowe                        |                                                                               |                                                                           |                                                                                   |
| Sprint                                  | Lutz Heßlich                                                                  | Yavé Cahard (FRA)                                                         | Siergiej Kopyłow                                                                  |
| Wyścig drużynowy na dochodzenie         | ZSRR · Wiktor Manakow · Walerij Mowczan · Władimir Osokin · Witalij Pietrakow | NRD · Gerald Mortag · Uwe Unterwalder · Matthias Wiegand · Volker Winkler | Czechosłowacja · Teodor Černý · Martin Penc · Jiří Pokorný · Igor Sláma           |
| Wyścig indywidualny na dochodzenie      | Robert Dill-Bundi (SUI)                                                       | Alain Bondue (FRA)                                                        | Hans-Henrik Ørsted (DEN)                                                          |
| 1 km na czas                            | Lothar Thoms                                                                  | Aleksandr Panfiłow                                                        | David Weller                                                                      |

### Kolarstwo szosowe

#### Indywidualny wyścig ze startu wspólnego
| Miejsce | Państwo  | Zawodnik                | Czas        |
| ------- | -------- | ----------------------- | ----------- |
| 1.      | ZSRR     | Siergiej Suchoruczenkow | 4:48:28.9 h |
| 2.      | Polska   | Czesław Lang            | +2:58 min   |
| 3.      | ZSRR     | Jurij Barinow           | +2:58 min   |
| 4.      | NRD      | Thomas Barth            | +7:44 min   |
| 5.      | Polska   | Tadeusz Wojtas          | +7:44 min   |
| 6.      | ZSRR     | Anatolij Jarkin         | +8:26 min   |
| 7.      | Holandia | Adrie van der Poel      | +8:26 min   |
| 8.      | Francja  | Christian Faure         | +8:26 min   |

#### Drużynowa jazda na czas
| Miejsce | Państwo        | Zawodnik                                                          | Czas         |
| ------- | -------------- | ----------------------------------------------------------------- | ------------ |
| 1.      | ZSRR           | Jurij Kaszyrin Oleg Łogwin Siergiej Szełpakow Anatolij Jarkin     | 2:01:21.74 h |
| 2.      | NRD            | Falk Boden Bernd Drogan Olaf Ludwig Hans-Joachim Hartnick         | 2:02:53.19 h |
| 3.      | Czechosłowacja | Michal Klasa Vlastibor Konečný Alipi Kostadinov Jiří Škoda        | 2:02:53.89 h |
| 4.      | Polska         | Stefan Ciekański Jan Jankiewicz Czesław Lang Witold Plutecki      | 2:04:13.8 h  |
| 5.      | Włochy         | Mauro De Pellegrini Gianni Giacomini Ivano Maffei Alberto Minetti | 2:04:36.2 h  |
| 6.      | Bułgaria       | Borisław Asenow Wenelin Chubenow Jordan Penczew Nenczo Stajkow    | 2:05:55.2 h  |
| 7.      | Finlandia      | Harry Hannus Kari Puisto Patrick Wackström Sixten Wackström       | 2:05:58.2 h  |
| 8.      | Jugosławia     | Bruno Bulić Vinko Polončič Bojan Ropret Bojan Udovič              | 2:07:12.0 h  |

### Kolarstwo torowe
Zawody rozgrywane były na welodromie Kryłatskoje.

#### Sprint
| Miejsce | Państwo        | Zawodnik         |
| ------- | -------------- | ---------------- |
| 1.      | NRD            | Lutz Heßlich     |
| 2.      | Francja        | Yavé Cahard      |
| 3.      | ZSRR           | Siergiej Kopyłow |
| 4.      | Czechosłowacja | Anton Tkáč       |
| 5.      | Dania          | Henrik Salée     |
| 6.      | Szwajcaria     | Heinz Isler      |
| 7.      | Australia      | Niels Fredborg   |
| 8.      | Włochy         | Ottavio Dazzan   |

#### Drużynowo na dochodzenie
| Miejsce | Państwo         | Zawodnik                                                           |
| ------- | --------------- | ------------------------------------------------------------------ |
| 1.      | ZSRR            | Wiktor Manakow Walerij Mowczan Władimir Osokin Witalij Pietrakow   |
| 2.      | NRD             | Gerald Mortag Uwe Unterwalder Matthias Wiegand Volker Winkler      |
| 3.      | Czechosłowacja  | Teodor Černý Martin Penc Jiří Pokorný Igor Sláma                   |
| 4.      | Włochy          | Pierangelo Bincoletto Guido Bontempi Ivano Maffei Silvestro Milani |
| 5.      | Francja         | Alain Bondue Philippe Chevalier Pascal Poisson Jean-Marc Rebière   |
| 6.      | Australia       | Colin Fitzgerald Kevin Nichols Kelvin Poole Garry Sutton           |
| 7.      | Wielka Brytania | Tony Doyle Malcolm Elliott Glen Mitchell Sean Yates                |
| 8.      | Szwajcaria      | Robert Dill-Bundi Urs Freuler Hans Känel Hans Ledermann            |

#### Indywidualnie na dochodzenie
| Miejsce | Państwo         | Zawodnik              |
| ------- | --------------- | --------------------- |
| 1.      | Szwajcaria      | Robert Dill-Bundi     |
| 2.      | Francja         | Alain Bondue          |
| 3.      | Dania           | Hans-Henrik Ørsted    |
| 4.      | NRD             | Harald Wolf           |
| 5.      | ZSRR            | Władimir Osokin       |
| 6.      | Wielka Brytania | Sean Yates            |
| 7.      | Włochy          | Pierangelo Bincoletto |
| 8.      | Czechosłowacja  | Martin Penc           |

#### 1 km na czas
| Miejsce | Państwo        | Zawodnik           | Czas       |
| ------- | -------------- | ------------------ | ---------- |
| 1.      | NRD            | Lothar Thoms       | 1:02.955 h |
| 2.      | ZSRR           | Aleksandr Panfiłow | 1:04.845 h |
| 3.      | Jamajka        | David Weller       | 1:05.241 h |
| 4.      | Włochy         | Guido Bontempi     | 1:05.478 h |
| 5.      | Francja        | Yavé Cahard        | 1:05.584 h |
| 6.      | Szwajcaria     | Heinz Isler        | 1:06.273 h |
| 7.      | Czechosłowacja | Petr Kocek         | 1:06.368 h |
| 8.      | Dania          | Bjarne Sørensen    | 1:07.422 h |

## Klasyfikacja medalowa
| #  | Reprezentacja  | Złoto | Srebro | Brąz | Razem |
| -- | -------------- | ----- | ------ | ---- | ----- |
| 1. | ZSRR           | 3     | 1      | 2    | 6     |
| 2. | NRD            | 2     | 2      | 0    | 4     |
| 3. | Szwajcaria     | 1     | 0      | 0    | 1     |
| 4. | Francja        | 0     | 2      | 0    | 2     |
| 5. | Polska         | 0     | 1      | 0    | 1     |
| 6. | Czechosłowacja | 0     | 0      | 2    | 2     |
| 7. | Dania          | 0     | 0      | 1    | 1     |
|    | Jamajka        | 0     | 0      | 1    | 1     |